# Vasilije Petrović Njegoš
Vasilije III. Petrović Njegoš, (crnogor. ćiril. Василије Петровић Његош) (Njeguši, 1709. – Sankt-Peterburg, 10. ožujka 1766.), bio je vladar i mitropolit (vladika) crnogorski 1750. – 1766. Vladao je s bratom, mitropolitom Savom Petrovićem. Napisao prvu knjigu o crnogorskoj povijesti.
Održavao je bliske veze s carskom Rusijom.
Napisao je i tiskao u Moskvi 1754. svoju Istoriju o Crnoj Gori, koja je imala ogroman značaj za formiranje svijesti Crnogoraca o viševjekovnoj nacionalnoj nezavisnosti. Veliki dio ovog djela bavi se srpskom poviješću i srpskim vladarima, a na kraju djela nalazi se popis "Srpskih arhijereja pored mitropolita Crnogorskog". 
Utemeljitelj je u Crnoj Gori posebne književne vrste – poslanica, koje je kasnije razvio vladika Petar I. Petrović.
Smrću mitropolita Vasilija nestala je autoritativna ličnosti i u Crnoj Gori dolazi do krize vlasti. Mitropolit Sava je izabrao svoga sestrića Arsenija Plamenca za nasljednika. 

## Vanjske poveznice
- (srp.) Vladika Vasilije Petrović Njegoš - Istorija o Crnoj Gori
- Vladika Vasilije u crnogorskoj povijesnici
- vladika Vasilije Petrović
- Vladika Vasilije
- Opis drzave

| Prethodnik:                     | Popis crnogorskih vladara | Nasljednik:                     |
| Sava Petrović Njegoš (do 1750.) | Popis crnogorskih vladara | Sava Petrović Njegoš (od 1766.) |